# Vladimír Masár (fotbalista)
Vladimír Masár (* 2. srpna 1958) je bývalý slovenský fotbalista.

## Fotbalová kariéra
V československé lize hrál za ZVL Žilina a ZVL Považská Bystrica. V československé lize nastoupil ve 49 utkáních a dal 3 góly.

## Ligová bilance
| Ročník                                      | Zápasy | Góly | Klub                  |
| ------------------------------------------- | ------ | ---- | --------------------- |
| 1. slovenská národní fotbalová liga 1981/82 | 10     | 0    | ZVL Žilina            |
| 1. československá fotbalová liga 1982/83    | 20     | 2    | ZVL Žilina            |
| 1. československá fotbalová liga 1983/84    | 5      | 0    | ZVL Žilina            |
| 1. československá fotbalová liga 1989/90    | 24     | 1    | ZVL Považská Bystrica |
| CELKEM                                      | 55     | 6    |                       |